# Vastedda palermitana
La Vastedda palermitana è un formaggio prodotto nella provincia di Palermo e in alcuni comuni della provincia di Trapani. Si tratta di un prodotto tradizionale inserito nella lista dei prodotti agroalimentari tradizionali italiani (P.A.T) del Ministero delle politiche agricole alimentari e forestali (Mipaaf).

## Storia
Le prime testimonianze scritte risalgono al 1412 e si ritrovano in un documento per il calmieramento dei prezzi al mercato. Le origini della vastedda sono comuni a quelle del caciocavallo. Il processo produttivo è quasi identico se non che dopo lo spurgo del siero il casaro conferisce manualmente la tipica forma ovoidale.

## Caratteristiche

### Aspetto
Ha una forma ovoidale di dimensioni variabili legate comunque al peso che ammonta sempre a circa un chilogrammo. Il nome vastedda o vastella ne indica appunto la forma e in Sicilia viene usato anche per indicare una forma di pane, la vastedda, La superficie è liscia di un colore bianco avorio. All'interno la pasta è di colore bianco e rimane compatta, priva di occhiatura o vuoti. Il sapore è fresco e leggermente acidulo.

### Caratteristiche tradizionali
La vastedda è prodotta con latte di vacca intero crudo con microflora naturale. Il pascolo è naturale e anche coltivato. Può esserci un'integrazione di foraggi e concentrati in stalla in quantità variabile in relazione alla stagione foraggera.

## Produzione
La vastedda palermitana è un formaggio fresco, a pasta filata, prodotto con latte bovino intero. In questo si differenzia dalla Vastedda della Valle del Belice che invece è prodotta da latte intero ovino. La vastedda palermitana tipica è prodotta con tecniche tradizionali
. Il processo di produzione è diviso in diverse fasi.

### Cagliata
Il latte viene fatto coagulare in una tinozza di legno a 35 °C con caglio in pasta di agnello o capretto. La cagliata viene fatta spurgare in un particolare recipiente di legno detto cisca (cesta). In questa fase si usa per mescolare un bastone detto rotula. Una volta spurgata viene cotta sotto scotta per circa 4 ore e posta su un graticcio di canne detto cannata per la pressatura. La pasta ottenuta è appesa ad un bastone di legno detto appizzatuma (appendi formaggio) per favorire lo spurgo finale del siero.

### Filatura
Il giorno dopo viene tagliata e inserita nel piddiaturi, un contenitore per la filatura. Per filarla si ricorre all'aiuto di un bastone di legno detto vaciliatuma (mescola formaggio). La vastedda viene modellata a mano per acquisire la forma ovoidale tipica e infine posta ad asciugare su un tavolo di legno chiamato localmente tavoliere.

### Salatura e asciugatura
Il giorno seguente la vastedda viene salata. Il processo di salatura avviene in salamoia satura da due a quattro ore. Viene infine posta ad asciugare per 48 ore dopo le quali è già pronta per il consumo finale.